# 大施蒂宾
大施蒂宾是奥地利施蒂利亚州格拉茨城郊县的一个市镇。总面积17.77平方公里，总人口362人，人口密度20.4人/平方公里（2001年）。